# Castulo terpnodes
Castulo terpnodes är en fjärilsart som beskrevs av Turner 1940. Castulo terpnodes ingår i släktet Castulo och familjen björnspinnare. Inga underarter finns listade i Catalogue of Life.